# アイザック・ベレンブラム
アイザック・ベレンブラム（Isaac Berenblum、ヘブライ語: יצחק ברנבלום、1903年8月26日 - 2000年4月18日）は、ポーランド、ビャウィストク生まれのイスラエル人生化学者である。

## 生涯
ビャウィストク生まれ。ポーランドのポグロムのため3歳の時に家族と離れ、第一次世界大戦まではベルギーで、その後はイングランドで育った。リーズ大学で生理学および生化学を学び、1923年に学士を取得した。その後、1926年に医学学士（MB）および外科学士（Ch.B.）、1936年に修士（M.Sc.）、1930年に博士号 (MD) を取得した。1927年から、リーズ大学のDepartment of Biology and Experimental Cancer ResearchでRiley-Smith Research Fellowとなり、1936年から1940年まで、オックスフォード大学のDunn School of PathologyにおいてBeit Memorial Research Fellowとなった。ベレンブラムはオックスフォード大学で、1938年から1948年まで、British Empire Cancer Campaign内のがん研究グループの長を務めた。1940年から1948年までオックスフォードで病理学のDemonstrator（講師）を務めた。1948年から1950年まで、ベセスダ（アメリカ合衆国メリーランド州）の国立がん研究所で働き、1950年から1971年に引退するまで、レホヴォト（イスラエル）のワイツマン科学研究所でDepartment of Experimental Biologyの長と、がん研究の教授を務めた。また、エルサレム・ヘブライ大学において非常勤の腫瘍学の教授を務めた。1966年にヒューストンのテキサス大学、1971年に国立がん研究所で客員教授となった。
ベレンブラムは1940年代に、化学物質により誘導される発がんの機構の基礎研究を主導し、1948年にシュービック (Shubik) と共に発がんの3段階モデル（イニシエーション、プロモーション、レイテンシー/プログレッション）を提唱した。
ベレンブラムは米国がん研究協会およびニューヨーク科学アカデミーの名誉会員であった。1959年、イスラエル科学アカデミーの創立メンバーとなった。1955年から1975年まで、イスラエルがん研究機構（イスラエルがん協会）の会長を務めた。
ベレンブラムはドリス・L・バーンスタインと結婚し、2人の娘をもうけた。 レホヴォトで死去。

## 受賞
- Weizmann Priz（1959年）
- ロスチャイルド賞（1966年）
- 1974年、ベレンブラムは、生命科学におけるイスラエル賞を受賞した[1]。
- 1980年、General Motors Cancer Research FoundationからAlfred P. Sloan, Jr., Awardを授与された[2]。